# Wangen (Francia)
Wangen (Wànge in alsaziano) è un comune francese di 739 abitanti situato nel dipartimento del Basso Reno nella regione del Grand Est.

## Società

### Evoluzione demografica
Abitanti censiti